# Nagylózna
Nagylózna (románul: Lozna) falu Romániában, Szilágy megyében.

## Nevének eredete
Előnevét Kis-Loznától való megkülönböztetésül kapta. A Lozna ószláv szó, loza jelentése szőlőtőke, új szláv nyelven pedig lozel=füzes, fűzfa.

## Története
Lózna nevét az oklevelek 1338-ban említették először Loznapataka néven.
1554-ben Nagy-Lozna, 1831-ben Nagy Lozna, németül Losdorf.
Lozna a kezdetektől Almás várához tartozott.
1338-ban Loznapataka mint patak volt említve Rogna határjárásában.
1554-ben már két falu: Nagy- és Kis-Lozna néven.
1557-ben Pelsőczi Bebek Ferenc birtoka volt, aki itteni részét nejének Som Ilonának adományozta.
1572-ben Miksa császár Balassa Andrást, Som Borbálát, Balassa Zsófiát és Margitot erősítette meg a birtokban.
1590-ben Balassa Margit első férjétől Bornemissza Benedektől való gyermekei Zsigmond, Anna és Zsófia Saffrith Györgyné, valamint második férje Kendi Gábor és ettől való fiai Kendi István és Gábor itteni részüket maguk között felosztották.
1595-ben Báthory Zsigmond a hűtlenségbe esett néhai Kendi Gábor itteni részét Bocskai Istvánnak adományozta.
1652-ben Csáky István fiainak Ferencnek és Lászlónak birtoka, de a Csákyaké volt még 1694-ben is.
1696-ban Nagy-Lozna török hódoltsági falu volt.
1700-ban Csáky István birtoka volt.
1829-ben gróf Csáki Gábor leszármazottaié és Cserei Miklósé volt.
1831-ben 534 görögkatolikus lakosa volt.
1891-ben 101 lakosából 2 római katolikus, 919 görögkatolikus, 19 református és 80 izraelita volt.

## Nevezetességek
- Görögkatolikus, utóbb ortodox fatemploma 1812-ben a község délnyugati részén fából épült. 1813-ban Szent Demeter tiszteletére szentelték fel. Anyakönyvet 1824-től vezetnek.

## Nagylózna környéke 1769-1773 között

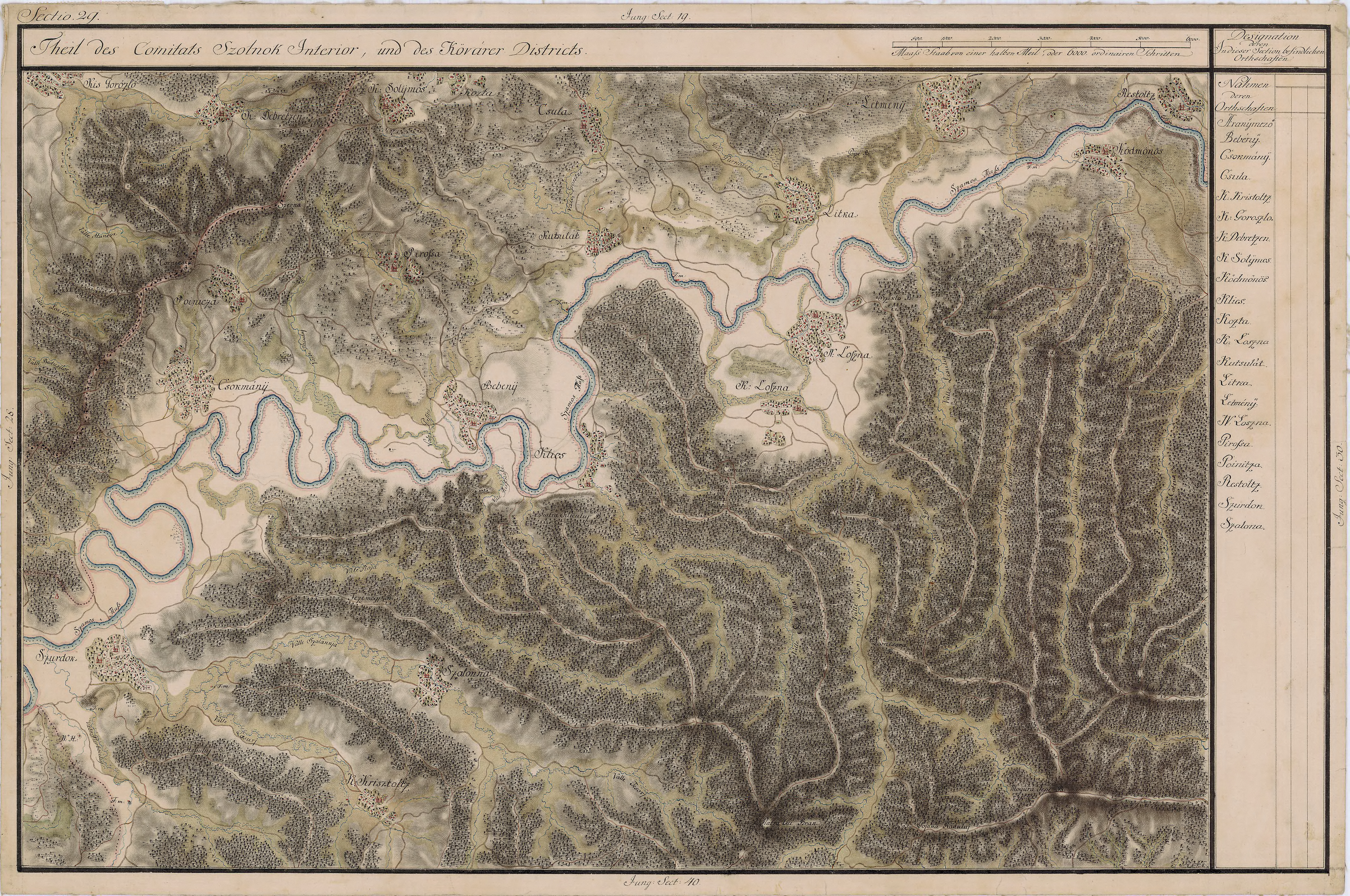
Nagylózna környéke 1769-1773 között